# تومودون
تومودون (نام علمی: Tomodon) نام یک سرده از تیره قمچه‌ماران است.